# Stanisław Sław-Zwierzyński
Stanisław Sław-Zwierzyński (ur. 13 maja 1892, zm. 4 lipca 1916) – kapitan piechoty Legionów Polskich, kawaler Orderu Virtuti Militari.

## Życiorys
Urodził się 13 maja 1892 r. w Brześciu Litewskim (dziś Brześć nad Bugiem) jako syn Antoniego i Aleksandry z d. Dietrich (pojawiające się w innych publikacjach imię Anna jest błędne). W 1909 r. ukończył szkołę realną w Białymstoku i rozpoczął studia w Mikołajewskim Instytucie Politechnicznym w Warszawie. Jako przywódca strajku studenckiego w 1911 r. został aresztowany, a następnie skazany na wydalenie z granic państwa rosyjskiego. Wyjechał do Galicji i zaczął studia na Wydziale Budowy Maszyn Szkoły Politechnicznej we Lwowie. Był członkiem Związku Walki Czynnej. Wstąpił do Związku Strzeleckiego we Lwowie, tworzył struktury organizacji m.in. w Zagłębiu Dąbrowskim. Ukończył kurs oficerski, otrzymując Znak oficerski „Parasol”. Równocześnie działał w PPS, w czerwcu 1914 r. został okręgowcem w Zagłębiu Dąbrowskim (używał pseudonimu „Stanisław”). 
W sierpniu 1914 zaciągnął się do Legionów Polskich. Już 9 października 1914 mianowany porucznikiem, a 1 stycznia 1915 kapitanem. Początkowo dowódca 1 kompanii V batalionu, następnie kolejno dowodził V batalionem i (od początku 1915) IV batalionem (I batalionem 5 pułku piechoty) I Brygady. Brał udział we wszystkich bitwach I Brygady. Wyróżnił się m.in. w bitwie pod Konarami. Poniósł śmierć w bitwie pod Kostiuchnówką. O jego bohaterskiej śmierci pisał w Sprawozdaniu z boju pod Kostiuchnówką Józef Piłsudski.
W niepodległej Polsce pośmiertnie awansowany do stopnia majora.

## Ordery i odznaczenia
- Krzyż Srebrny Orderu Wojskowego Virtuti Militari[6] nr 6494 – pośmiertnie, 17 maja 1922[7][8]
- Krzyż Niepodległości – pośmiertnie, 19 grudnia 1930[9]